# 岩田匡治
岩田匡治（1966年10月26日－）是日本电子游戏作曲家。在从高中毕业后，他曾参与合成器作曲、参与翻唱乐队，并作曲家身份加入Bothtec。他为多部游戏谱写原声，最早的作品是1987年《暴走Buggy一发野郎》，在Bothtec公司并入Quest后，他离开成为自由作曲家。他最知名的作品有《皇家骑士团》、《皇家骑士团 命运之轮》、《最终幻想战略版》、《最终幻想XII》和《灵魂能力IV》，他生涯为超过65个游戏谱曲。他是Basiscape的创立者之一，公司由同事作曲家崎元仁率领，是最大的独立电子游戏音乐制作公司之一。他为皇家骑士团和最终幻想战略版等战略角色扮演游戏作曲被称为“同类游戏中最广为人知的”。

## 传记

### 早年
岩田1966年10月26日出生于日本东京，在同年时就对音乐萌生兴趣，他称他初次尝试“试验音乐”虽然学校贫穷。在中学时，他开始对日本电子流行乐团体黄色魔术交响乐团感兴趣。这刺激他购买合成器并和其他几名学生加入翻唱乐队。在他年少时，Arabesque、John Foxx、中国危机、比尔·纳尔逊也对他产生音乐影响。那是电子游戏开始普及，如同许多朋友那样，他也对其产生兴趣。在高中毕业后，他开始找能将音乐爱好和电子游戏结合起来的工作，他最终进入Bothtec公司。

### 职业生涯
岩田以兼职作曲家身份在Bothtec工作时，1987年创作了第一首曲目，《暴走Buggy一发野郎》的结尾曲。之后的《雷利克丝 暗黑要塞》是他首个完全作曲的游戏。在Bothec期间，岩田认识了在高中就读但为公司作曲的自由人崎元仁。二人结为好友，并合作为岩田下一个游戏——ASCGroup在1988年发行的NEC PC-8801平台射击游戏《叛变者》——配乐。岩田继续在Bothtec工作数年，在1990年并入Quest之后约1年离开。他没有加入其他公司，而是和崎元一样成为自由作曲家。
接下来几年中，岩田为包括Quest在内多个公司的作品谱写音乐。他以REZON名义为其中几部作品配乐；此昵称源自他小时候观看一场演出中，勇者驾驶的车辆名，他因好听而将其采用。和崎元谱曲的1993年游戏《皇家骑士团》是岩田在日本的首个主要成就。原声管弦配乐乐器多样，其中有岩田从乐器介绍书中选取，对他而言也是的新的乐器。这次合作让岩田和崎元在数年合作谱写了数部作品，1997年《最终幻想战略版》让他首次获得国际成功。在合作中，二人通常划分工作自创自曲目，而非合作谱写每首曲目。岩田还在这段职业生涯和其他几名艺术家合作，包括迫田敏明和塚本雅信。
2002年，岩田、领衔者崎元和并木学共同创立了Basiscape，这是目前最大的独立电子游戏音乐制作公司。Basiscape为各种互动媒体——最知名的是电子游戏——谱写并制作音乐、音效。岩田称他离开史克威尔创立公司是因为，他认为作为游戏公司雇员没有足够“自由”，但他也称自由的代价是难再和开发团队密切接触。公司作曲家可以Basiscape成員身分為自己製作獨立作品，也能在以Basiscape而非单一作曲家身份受聘时，与項目其他工作人员合作。這讓作曲家在有穩定全職工作同時，繼續保持自由人身分。岩田在加入公司與其他Basiscape藝術家合作下譜寫了他的大部分作品，包括他作為主作曲和大團隊成員。在成為Basiscape的一員後，他繼續為超過25部其他作品譜曲，著名作品有《最终幻想XII》、《奥丁领域》和《灵魂能力IV》。